# Rodriguesspreeuw
De rodriguesspreeuw (Necropsar rodericanus) is een uitgestorven zangvogel uit de familie Sturnidae (spreeuwen).

## Naamgeving
De soort werd in 1879 benoemd en beschreven in een artikel van Albert Günther en Edward Newton aan de hand van botmateriaal dat in 1874 in een grot op het eiland  Rodrigues was gevonden door Henry Horrocks Slater. H. H. Slater was een natuuronderzoeker die had deelgenomen aan een expeditie voor de Venusovergang van 1874. Eerdere opgravingen waren in 1866 en 1871 verricht door George Jenner. Slater (hierin gevolgd door Günther en Newton) deelde de soort bij een nieuw geslacht Necropsar in, dat volgens hem nauw verwant was aan Fregilupus uit Réunion. Nekros betekent "gestorven" in het Grieks en psar "spreeuw". De soortaanduiding rodericanus betekent "van Rodrigues".

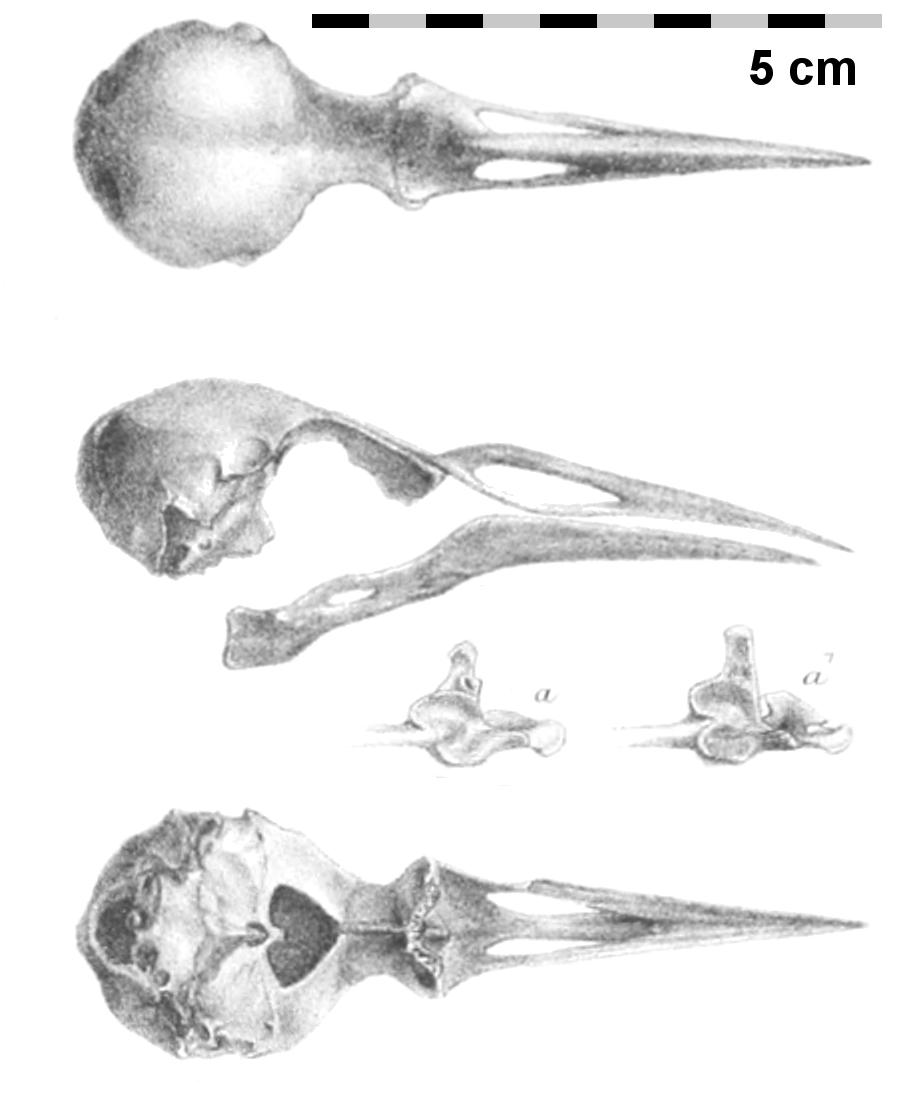
De schedel

Günther en Newton namen aan dat dit de soort was die een anonieme auteur (later geïdentificeerd als Julien Tafforet, een Franse zeeman die in 1725 op het eiland gestrand was) beschreven had in een manuscript getiteld "Relation de l'Ile Rodrigue", daterend van iets voor 1730, als "een beetje groter dan een merel, met wit verenkleed, met gedeeltelijk zwarte vleugels en staart; de bek en de poten geel; met een wondermooie zang." Volgens deze bron voedden ze zich met eieren en dode schildpadden.
Günther en Newton zelf gaven Slater aan als de wetenschappelijke autoriteit voor Necropsar omdat ze de naam in zijn notities hadden aangetroffen, maar sommige latere auteurs noemden Günther en Newton als de naamgevers. Volgens de regels is Slater de officiële naamgever indien hij overigens voldoet aan de criteria voor naamgeving maar alleen niet gepubliceerd heeft.
In 1879 was geen holotype van de soort aangegeven. In 2014 koos Julian Pender Hume specimen NMHUK A9050, een schedel, als het lectotype.
Testudophaga bicolor Hachisuka 1937 en Rodriguites microcarina zijn jongere synoniemen. De eerste is een objectief jonger synoniem, voortkomend uit Hachisukas onjuiste en voor de naamgeving hoe dan ook irrelevante overtuiging dat het niet om een spreeuw zou gaan maar om een verwant van de alpenkraai, en de tweede een subjectief jonger synoniem gebaseerd op een borstbeen dat in feite van Necropsar rodericanus is.

## Verspreiding en leefgebied
Deze soort was endemisch op Rodrigues, een eiland van de Mascarenen dat behoort tot Mauritius. De soort moet zijn uitgestorven rond het jaar 1730. Tafforet gaf aan dat vogel alleen te vinden was op het Île Gombrani, een eilandje voor de kunst van het hoofdeiland. Vermoedelijk hadden geïntroduceerde ratten de soort al op het hoofdeiland doen uitsterven en werd de restpopulatie alsnog uitgeroeid toen ze het eilandje bereikten.

## Beschrijving

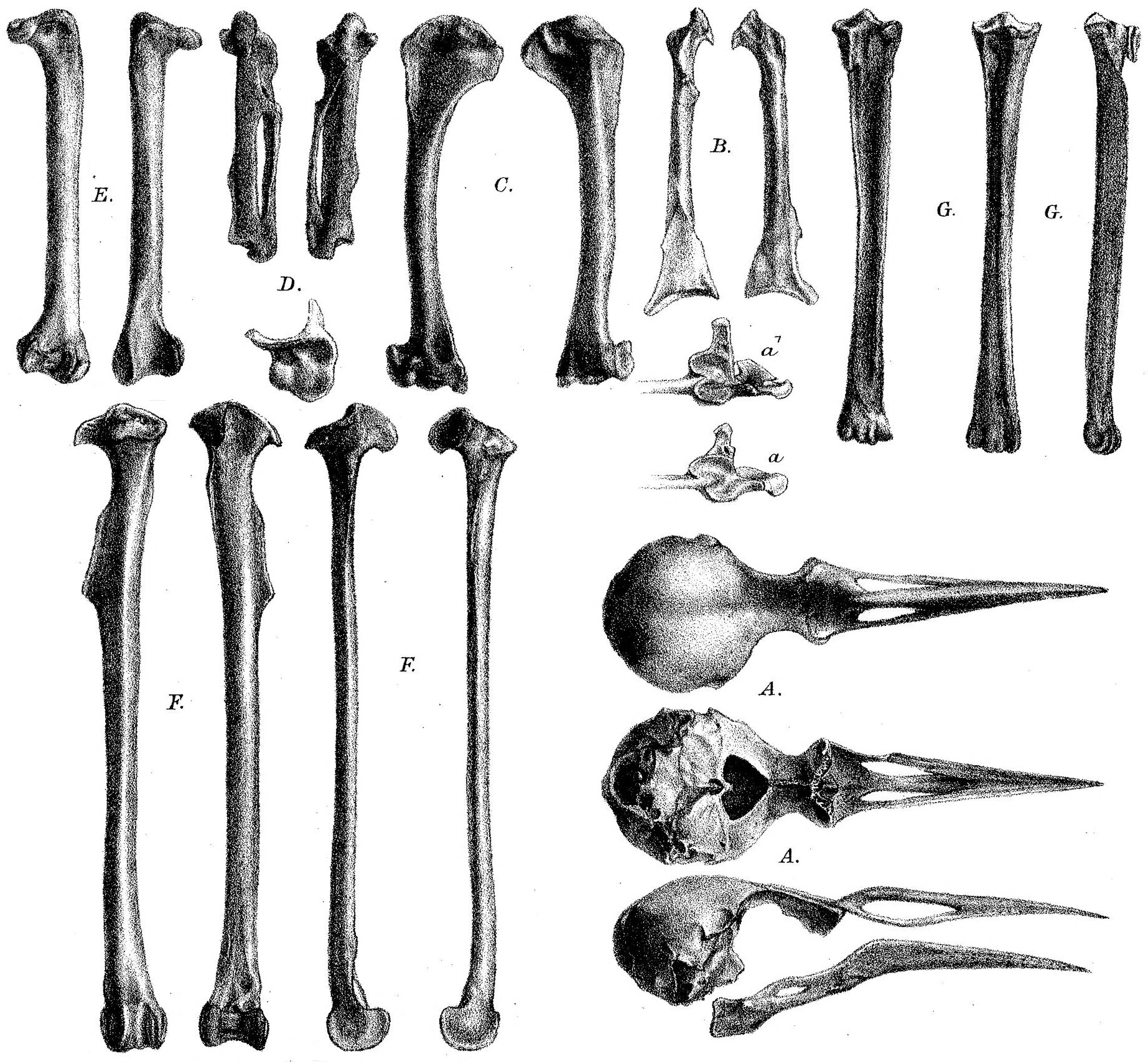
Het lectotype met paralectotypen

De rodriguesspreeuw is een vrij grote spreeuw, met een geschatte lengte van vijfentwintig tot dertig centimeter. Voor de kleurtekening is er geen andere informatie dan welke Tafforet verschaft. Het dier wordt dus meestal afgebeeld met een grijswitte romp, bruinzwarte vleugels en staart en gele bek en poten. Tafforet maakt geen melding van een kuif zoals sommige verwanten wel bezitten.
De kop is met een lengte van zeven centimeter relatief groot. Het borstbeen is echter klein: vanwege het kleine leefgebied was het vermogen tot vliegen wellicht wat teruggelopen. De snuit is tamelijk kort, recht en stomp; de onderkaken zijn robuust. Er zijn geen duidelijke aanwijzingen voor seksuele dimorfie.

## Fylogenie
In 2014 stelde Hume dat de rodriguesspreeuw de nauwste verwant was van de eveneens recent uitgestorven mauritiusspreeuw, Cryptopsar ischyrhynchus.
De spreeuwen van de Mascarenen zouden nauwer verwant zijn aan de spreeuwen van Azië dan aan de glansspreeuwen van Afrika. Omstreden is een mogelijke nauwe verwantschap aan de recent uitgestorven hopspreeuw van Réunion.

## Levenswijze
De robuuste poten en de krachtige snavel die ver opengesperd kon worden zijn aanwijzingen dat rodriguesspreeuw op de grond foerageerde. Wellicht at hij daar slakken en andere ongewervelden. De sterke snavel zou ook gebruikt kunnen zijn in een rol als aaseter. Verschillende landschildpadden leefden op het eiland en Tafforet gaf aan dat de kadavers daarvan als voedsel dienden. Daarnaast zouden de eieren van zeevogels gegeten zijn.